# ジョン・テイト (ラグビー指導者)
ジョン・テイト（John Tait、1973年8月14日 - ）は、カナダのラグビー指導者。

## プロフィール
- カナダ・オレンジビル出身[1]。
- ポジションはロック(LO)。
- 身長 203cm、体重 110kg
- カナダ代表通算キャップ数は37でラグビーワールドカップ1999のカナダ代表に選ばれた。

## 略歴
現役時代、カーディフ・ブルーズ、CAブリーヴなどでプレーした。
現役引退後、2015年、7人制女子カナダ代表のヘッドコーチに就任。
2016年、2016リオ五輪では女子カナダ銅メダル獲得に貢献。